# Francis James Gillen

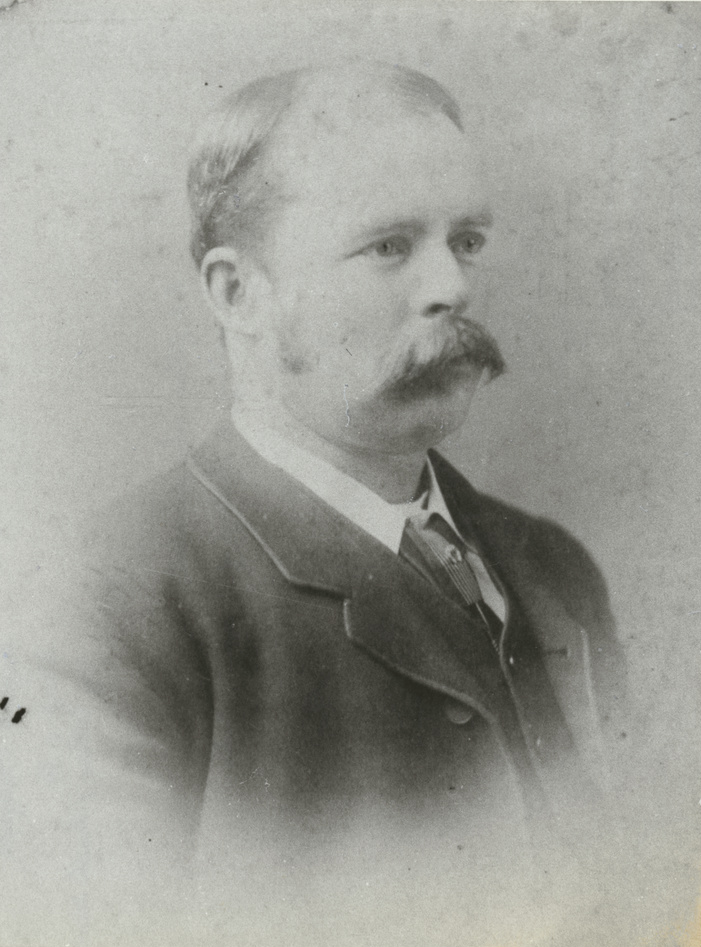
Francis James Gillen

Francis James Gillen (* 28. Oktober 1855 in Little Para, South Australia; † 5. Juni 1912) war ein früher australischer Anthropologe und Ethnologe.
1867 begann Gillen seine Laufbahn im Staatsdienst als Postbote in Clare. 1871 wurde er nach Adelaide versetzt, wo der Telegraphenbetrieb zu seinen Aufgaben gehörte. 1875 war er am Bau der Australian Overland Telegraph Line beteiligt und wurde 1892 zum Post- und Telegraphenstationsmeister von Alice Springs im Northern Territory ernannt.
In seiner Zeit im Territorium hatte er mit den australischen Aborigines zu tun und war 1894 Gastgeber der Horn Scientific Expedition to Central Australia. Er schloss sich der Horn-Expedition an und begegnete Walter Baldwin Spencer, sie schrieben zusammen The Native Tribes of Central Australia (1899). 1900 wurde Gillen zum Präsidenten der anthropologischen Sektion auf dem in Melbourne abgehaltenen Treffen der Australasian Association for the Advancement of Science gewählt und genoss diese Erfahrung sehr. In Alice Springs war er zum Sub-Protector für Aborigines ernannt. Zu Spencers Bedauern wurde er 1899 von Alice Springs nach Moonta versetzt, aber 1901 erhielt er von der Regierung von South Australia die Erlaubnis, sich Spencer bei einer Expedition anzuschließen, die sie zum Golf von Carpentaria führte. Ihre Reise führte zu Publikation von The Northern Tribes of Central Australia (1904).
Gillen blieb in Moonta bis Juli 1908, als er Postmeister von Port Pirie wurde. In diesem Jahr hoffte Spencer, mit ihm nach Western Australia zu reisen, aber Gillens Gesundheitszustand verschlechterte sich und es wurde unmöglich. 1911 wurde er körperlich immer schwächer und er starb am 5. Juni 1912. Seine Frau, geborene Miss Besley aus Mount Gambier, drei Töchter und zwei Söhne überlebten ihn. Ein Bruder, Peter Paul Gillen, der über viele Jahre Mitglied der Gesetzgebenden Versammlung von Südaustralien war, starb vor ihm.
Auch auf Spencers 1927 veröffentlichtem The Arunta wurde Gillen als Mitautor genannt. Nach ihm ist der Gillens Zwergwaran benannt.

## Werke
- mit Baldwin Spencer: The northern tribes of Central Australia. London 1904
- mit Baldwin Spencer: Across Australia. London, Macmillian 1912
- mit Baldwin Spencer: The Arunta : a Study of a Stone Age People. 2 Bände, London, Macmillan 1927
- Gillen's diary : the camp jottings of F. J. Gillen on the Spencer and Gillen Expedition across Australia, 1901–1902, Adelaide, Libraries Board of South Australia 1968
- F. J. Gillen's first diary 1875 : Adelaide to Alice Springs ; March to June, Kent Town, Wakefield Press 1994